# 関崎俊三
関崎 俊三（かんざき しゅんみ、6月22日 - ）は、日本の漫画家。長野県上田市出身。筑波大学大学院芸術学研究科修士課程修了。デビュー時の名は唯野 俊三。

## 経歴
1996年1月、白泉社の第6回YA（『ヤングアニマル』）月例新人賞で投稿作『膳は急げ!』が佳作を受賞。この時のペンネームは、唯野俊三。その後も第10回、第16回で入選を果たし、1996年10月第16回入選作『豚が飛ぶとき』で『ヤングアニマル』本誌デビュー。
読者ページのイラストなどを描きながら、翌1997年に掲載2作目となる『NINE BALL BLUES』を発表し、この作品からペンネームを唯野俊三から関崎俊三に改称する。
さらに『恋愛怪談サヨコさん』を連載する際に関﨑俊三に改称。これは、連載の開始前に神社でお祓いをしてもらった時に名前を何度も間違えて読まれたため、少しでも間違われることを少なくするためということである。

## エピソード
- 代表作『ああ探偵事務所』連載100回記念に、編集部から会いたい漫画家を訊かれ、島本和彦と答えたことで、ラジオ番組『島本和彦のマンガチックにいこう!』出演と、対談（『ヤングアニマル』に掲載）が実現した。
- 関崎俊三の漫画には、唇の太い独特の女性キャラクターが登場する。『ああ探偵事務所』1巻から10巻までで7人登場している。

## 作品リスト

### 漫画
- 高度救命救急センター（原作：樋口雅一、白泉社『ヤングアニマル』、全1巻）
- 電影遊戯（白泉社『ヤングアニマル』、全1巻）
- キルケーの豚（白泉社『ヤングアニマル』、全2巻）
- ああ探偵事務所（白泉社『ヤングアニマル』、全15巻）
- 恋愛怪談サヨコさん（白泉社『ヤングアニマル』→『ヤングアニマルDensi』、全8巻）
- アヤシイさん（『コミック特盛夏号 新耳袋アトモス』読切、2015年）
- 宇宙人プルカ（ホーム社 電子サイト「Z」／集英社 電子サイト『となりのヤングジャンプ』連載、全3巻）ヤングジャンプコミックス
- 安堂鍵乃子の暗号事件簿（KADOKAWA『ヤングエース』連載、全3巻）
- ゴッホはじめました。（KADOKAWA『ヤングエース』2023年10月号[2] - 連載、既刊1巻）

### 小説の表紙・挿絵
- 事件記者 星乃さやかの涙（PHP文芸文庫、村山仁志著、2017年）

### 展覧会・作品展
- 「関﨑俊三・ひがしちから・真鍋由伽子作家三人展」 （ビリケンギャラリー 2018年6月9日 - 6月24日）